# ادا-دوئنی
ادا-دوئنی (به لاتین: Adda-Douéni) در اتحاد قمر است که در آنژوان واقع شده‌است.

## خصوصیات
ادا-دوئنی ۱۰٬۸۵۸ نفر جمعیت دارد.